# Tomás Leonardi
Tomás Cristian Leonardi (Buenos Aires, 7 de enero de 1987) es un jugador argentino de rugby que se desempeña como octavo.

## Carrera
Se formó deportivamente y debutó en la primera del San Isidro Club en 2009. En 2010 fue seleccionado para integrar los Pampas XV, equipo argentino que por entonces disputaba la Vodacom Cup y estaba integrado por las jóvenes promesas del país. Su paso por Pampas XV le permitió ser contratado por los Southern Kings, una de las franquicias sudafricanas del Super Rugby.
En 2015 fue contratado por los Sunwolves, única franquicia japonesa del Super Rugby para disputar la temporada 2016 que será el debut de los nipones en dicho torneo.

## Selección nacional
Fue convocado a los Pumas por primera vez en 2008, debutó en aquella ocasión ante los Cóndores. Disputó el Rugby Championship de 2012 y 2013 pero actualmente no tiene regularidad con el seleccionado nacional.

## Palmarés
- Campeón del Torneo de la URBA de 2010 y 2011.
- Campeón de la Vodacom Cup de 2011.